# Festival panafricain d’Alger 1969
Festival panafricain d’Alger 1969 es una película del año 1969.

## Sinopsis
Festival panafricano de Argel es un documental rodado en 1969 durante la primera edición del Festival. William Klein sigue los preparativos de esta “ópera del Tercer Mundo”, los ensayos, los conciertos. Mezcla imágenes de entrevistas a escritores y representantes de los movimientos de liberación, con imágenes de archivo, lo que le permite tocar los temas del colonialismo y el neocolonialismo, la explotación colonial, las luchas de los movimientos revolucionarios por la Independencia, la cultura en África…